# JSONP
JSONP (англ. JSON with padding, «JSON з підкладкою») є розширенням JSON, коли ім'я функції зворотного виклику вказується як вхідний аргумент. 
В основу технології покладено той факт, що політика безпеки браузера дозволяє використовувати тег <script type="text/javascript" src="..."></script> для звернення до сторонніх доменів. 
Спочатку ідея була запропонована в блозі MacPython в 2005 році , і зараз використовується багатьма Web 2.0 застосунками, такими, як Dojo Toolkit Applications, Google Toolkit Applications, Kendo UI  і zanox Web Services. Подальші розширення цього протоколу були запропоновані з урахуванням введення додаткових аргументів, як, наприклад, у  JSONPP  за підтримки S3DB вебсервісів.

Без використання технології JSONP (тобто використовуючи просто JSON кодування даних) сервер може повернути тільки дані. Наприклад так: 
```
{
"paper"
:
 
"A4"
,
 
"count"
:
 
5
}

```

Однак це лише дані та вони не можуть впливати на браузер. 
Використовуючи JSONP, сторонньому серверу передається в рядку виклику (GET) ім'я callback функції: 
```
<script type="text/javascript" src="http://example.com/getjson?jsonp=parseResponse"></script>
```

Тут параметр jsonp містить ім'я callback функції parseResponse. 
Тепер сторонній сервер example.com може повернути такий код: 
```
parseResponse
({
"paper"
:
 
"A4"
,
 
"count"
:
 
5
})

```

Тепер код викликає javascript-функцію першого домену. 
Оскільки JSONP використовує скрипт-теги, виклики відкриті світу. З цієї причини, JSONP може бути недоречними для зберігання конфіденційних даних.
Включення скриптових тегів від віддалених сайтів дозволяє їм передати будь-який контент на сайті. Якщо віддалений сайт має вразливості, які дозволяють виконати Javascript ін'єкції, то початковий сайт також може зачеплений ними.

## Дивись також
- Cross-Origin Resource Sharing

## Виноски
1. ↑  from __future__ import * » Remote JSON — JSONP. Bob.pythonmac.org. Архів оригіналу за 12 лютого 2012. Процитовано 8 вересня 2008.
2. ↑  GWT Tutorial: How to Read Web Services Client-Side with JSONP. Архів оригіналу за 17 січня 2013. Процитовано 21 червня 2012.
3. ↑  Almeida Jonas. JSON, JSONP, JSONPP?. — S3DB, . Архівовано з джерела 15 лютого 2017. Процитовано 2009-04-26.
4. ↑  RIAspot. JSON P for Cross Site XHR. Архів оригіналу за 5 грудня 2008. Процитовано 21 червня 2012.